# John P. O'Brien
Pour les articles homonymes, voir John O'Brien et O'Brien.
John P. O'Brien (né le 1er février 1873 et mort le 21 septembre 1951) fut maire de New York du 1er janvier 1933 au 31 décembre 1933.